# Метео-Франс
Метео-Франс (фр. Météo-France) — французская правительственная организация, предназначенная для координации усилий и проведения работ в стране по исследованию и прогнозированию погодных явлений и предупреждению о них.
Метео-Франс была основана правительственным декретом в июне 1993 года и является отделом Министерства транспорта. Штаб-квартира организации знаходится в Париже, но много операций производится также в центре в Тулузе. Годовой бюджет организации составляет 300 млн евро и состоит из государственных грантов, плат за авиационные диспетчерские услуги и поступлений из других коммерческих услуг.
Организация имеет значительное международное значение, является одним из ведущих членов EUMETSAT, отвечающего за спутники Meteosat. Метео-Франс активно работает в заморских владениях Франции, местами расположения головных офисов за пределами Европы являются Мартиника, Новая Каледония, Французская Полинезия и Реюньон. Офис в Реюньоне является региональным специализированным метеорологическим центром, который отвечает за прогнозирование и предупреждение о тропических циклонах на юго-западе Индийского океана.